# Пак Інбі
Пак Інбі (кор. 박인비, 12 липня 1988) — південнокорейська гольфістка, багаторазова переможниця мейджорів, олімпійська чемпіонка.
Станом на серпень 2016 Пак виграла 7 мейджорів, посідала перший рядок в світовому рейтингу. 2013 року вона виграла 3 мейджори поспіль, Вона наймолодша переможниця Жіночого відкритого чемпіонату США, друга після Анніки Серенстам, кому вдавалося виграти три чемпіонати LPGA поспіль. Їй вдалося виграти 4 різні мейджори, а отже здійснити великий шолом за кар'єру. Олімпійською чемпіонкою вона стала на іграх 2016 у Ріо-де-Жанейро.
Пак Інбі народилася в Кореї, де почала грати в гольф у 10 років. З 12 років вона перебралася до США, щоб грати професійно. Вона стала професійною гольфісткою в 17 років після того як LPGA змінила віковий ценз з 18 до 17.
2008 року, в 19, вона виграла свій перший мейджор — Жіночий чемпіонат США, ставши наймолодшою його переможницею в історії. 2013 року Пак виграла три мейджори й піднялася на першу сходинку світового рейтингу.

## Виноски
1. ↑  Golfweek, Inbee Park finds her comfort zone on LPGA [Архівовано 6 березня 2016 у Wayback Machine.] 30 August 2012. Retrieved 25 June 2013.